# Stefaniola foliata
Stefaniola foliata är en tvåvingeart som beskrevs av Möhn 1971. Stefaniola foliata ingår i släktet Stefaniola och familjen gallmyggor. Inga underarter finns listade i Catalogue of Life.